# Barczatka malinówka

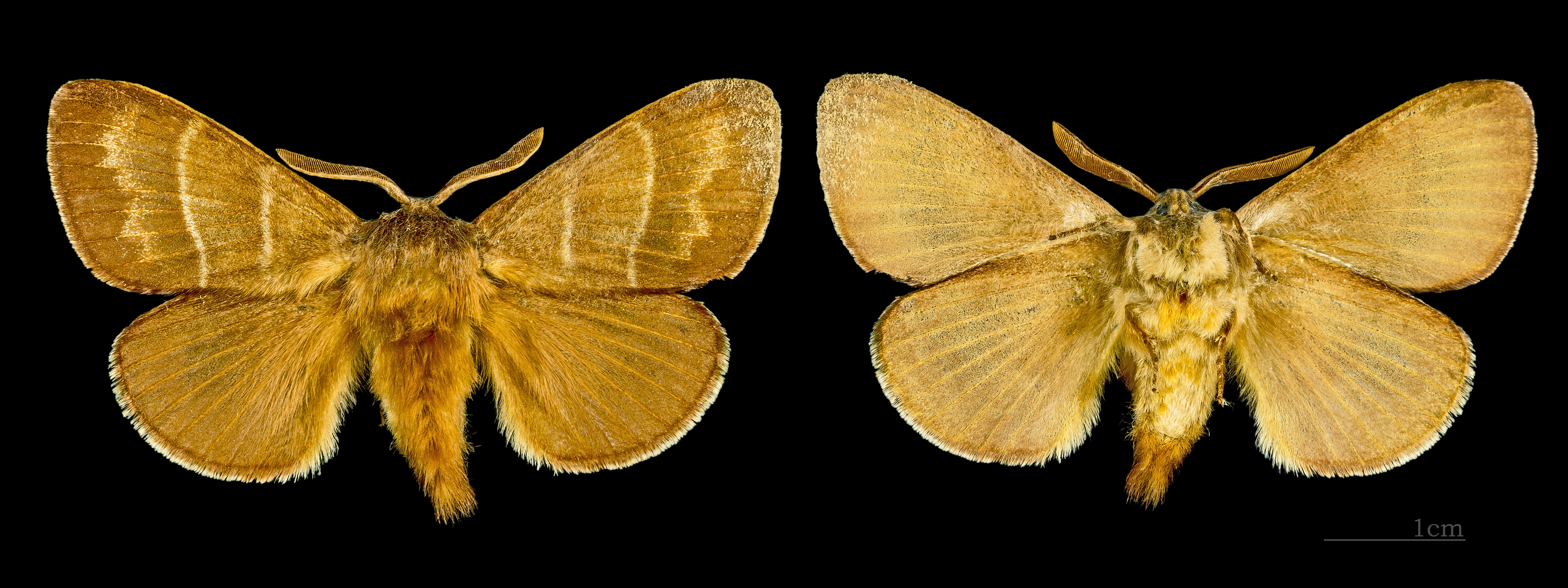
♂
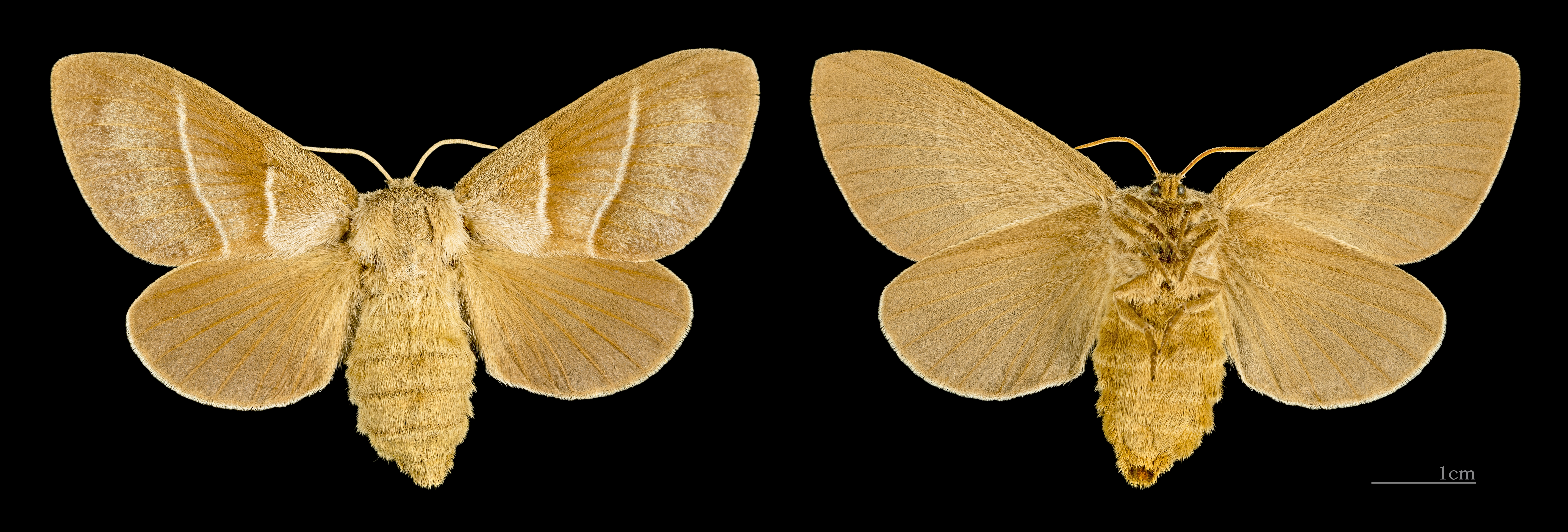
♀

Barczatka malinówka, kokonica malinówka, kokonica jeżynówka (Macrothylacia rubi) – owad z rzędu motyli. Skrzydła szarobrunatne o rozpiętości 58–72 mm u samic lub brunatne 35–52 mm u samców. Na przednich skrzydłach obwiedziona białymi liniami przepaska.
Owady dorosłe można spotkać na przełomie maja i czerwca. Gąsienice czarne z kolorowymi paskami (żółte dla młodych gąsienic, czerwone w okresie późniejszym) żerują na takich roślinach jak wrzos, malina, dąb, poziomka, koniczyna i lucerna. Gąsienice zimują w norkach wygrzebanych w ziemi.

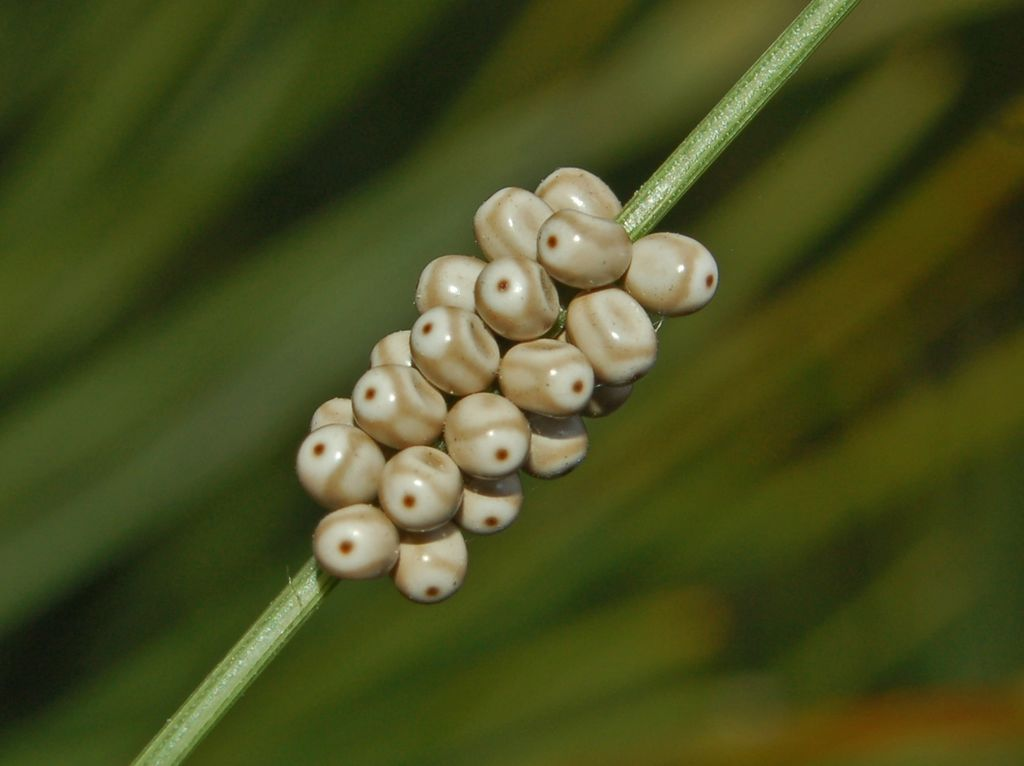
Jaja
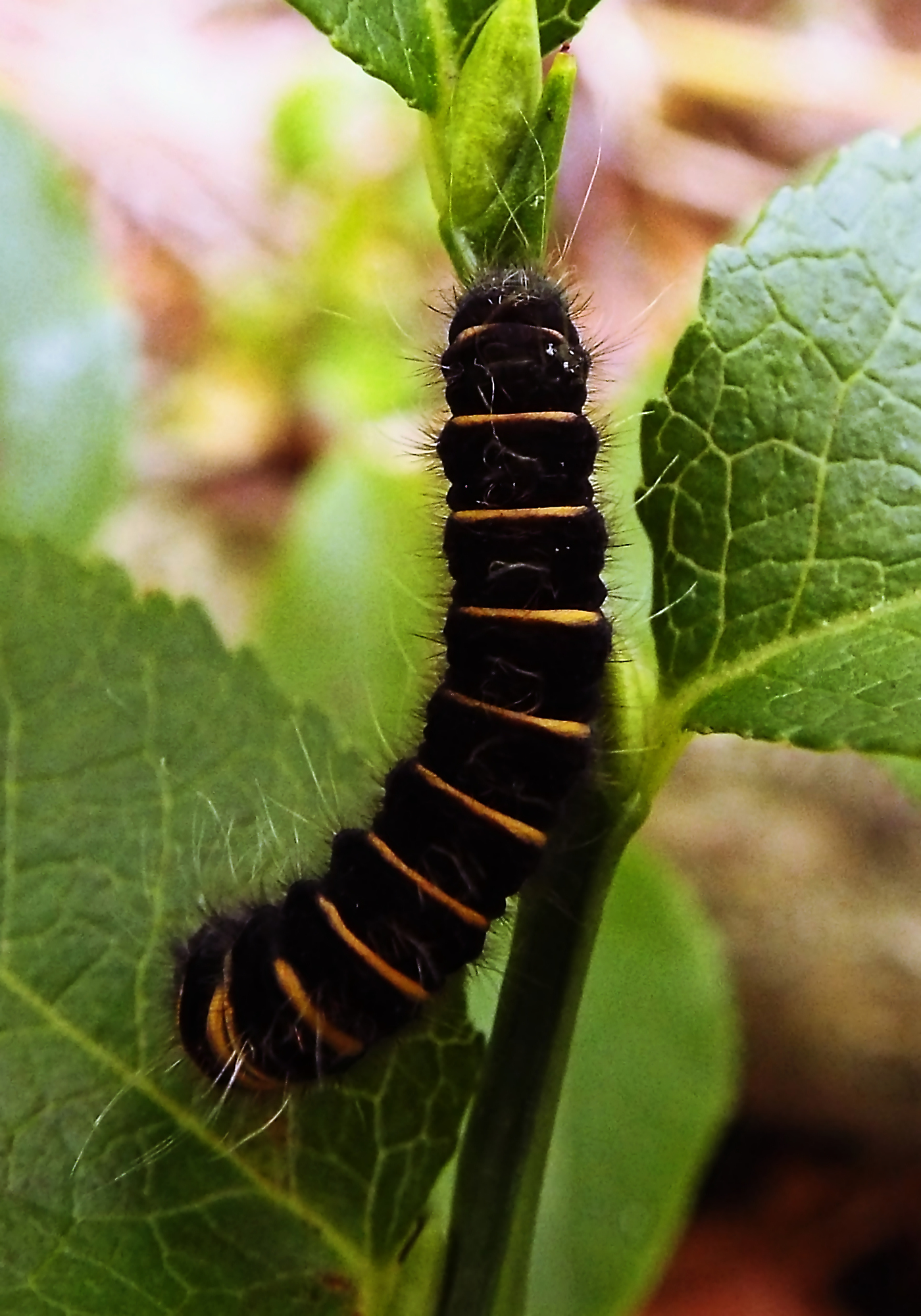
Młoda gąsienica
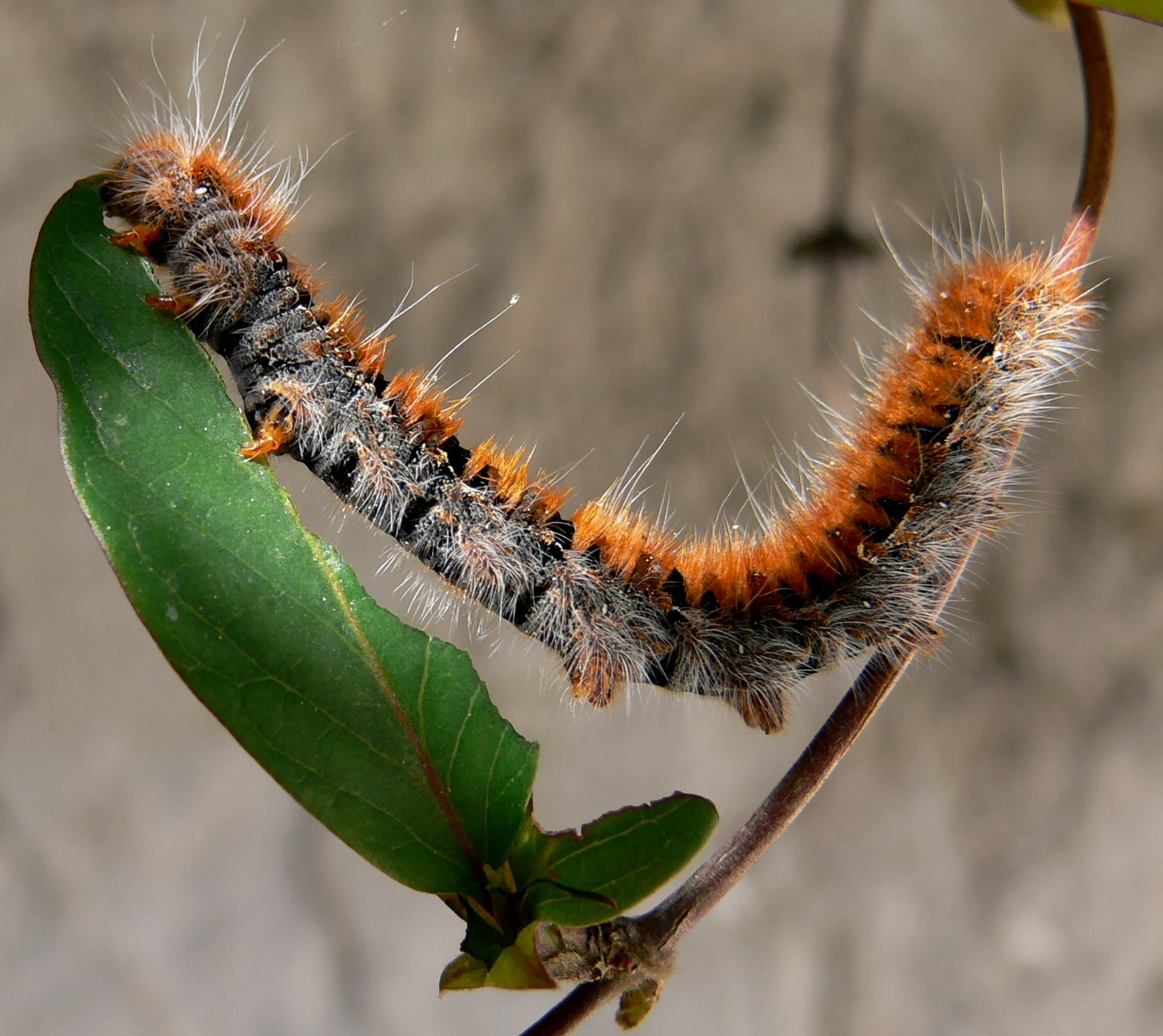
Gąsienica